# 木梨精一郎
木梨 精一郎（きなし せいいちろう、弘化2年9月9日（1845年10月9日） - 明治43年（1910年）4月26日）は、日本の内務官僚、陸軍軍人、政治家。最終階級は陸軍歩兵中佐。男爵、錦鶏間祗候。別名を恒準、号は宮圃。

## 経歴
長州藩士・木梨彦右衛門（大組、63石）の嫡男として生まれる。戊辰戦争には、東海道鎮撫総督参謀や東征大総督府参謀補助、奥羽鎮撫総督参謀、仙台追討総軍監を歴任し、戦後、軍功により永世賞典450石を受けた。
長州藩兵第1大隊長を経て明治4年（1871年）に上京、兵部省に出仕して兵部少丞となる。明治5年（1872年）の陸軍省創設後は陸軍少丞となるが、明治6年（1873年）8月、依願免本官となり位階の返上をした。明治7年（1874年）7月、内務省7等出仕となる。明治9年（1876年）2月、内務少丞となるが、同年9月、山城屋事件に連座して閉門49日の処罰を受けた。翌年1月には内務少書記官に就任。明治13年（1880年）3月に陸軍軍人としては後備役となり、同22年（1899年）9月1日に退役した。
明治14年（1881年）3月、兼新潟県大書記官となり、長野県令や長野県知事、元老院議官、貴族院議員（1890年9月29日就任）を歴任した。明治23年（1890年）10月20日、錦鶏間祗候となる。明治29年（1896年）6月5日、男爵。明治43年（1910年）4月26日、滞在先であった京都市御幸町の旅館にて死去する。享年65。

## 栄典
位階
- 1890年（明治23年）1月16日 - 従四位[5]
- 1894年（明治27年）5月21日 - 正四位[6]
- 1910年（明治43年）4月26日 - 正三位[7]

勲章等
- 1889年（明治22年）11月29日 - 大日本帝国憲法発布記念章[8]
- 1890年（明治23年）6月30日 - 勲三等瑞宝章[9]
- 1910年（明治43年）4月26日 - 勲二等瑞宝章[7]